# Jacques Kablé
Jacques Kablé est un homme politique français et allemand né le 7 mai 1830 à Brumath (Bas-Rhin) et mort le 7 avril 1887 à Strasbourg (Bas-Rhin).

## Biographie
Avocat à Strasbourg en 1853, il est agent général d'assurance en 1859. À la tête d'une ambulance pendant le siège de Strasbourg, en 1870, il est nommé à la municipalité et y reste jusqu'en 1873. Il est élu représentant du Bas-Rhin en février 1871 et démissionne le 1er mars 1871 pour protester contre l'annexion de l'Alsace-Moselle. Il est député protestataire au Reichstag de 1878 à 1887.
Décédé à Strasbourg, il est inhumé au cimetière Sainte-Hélène.

## Hommages

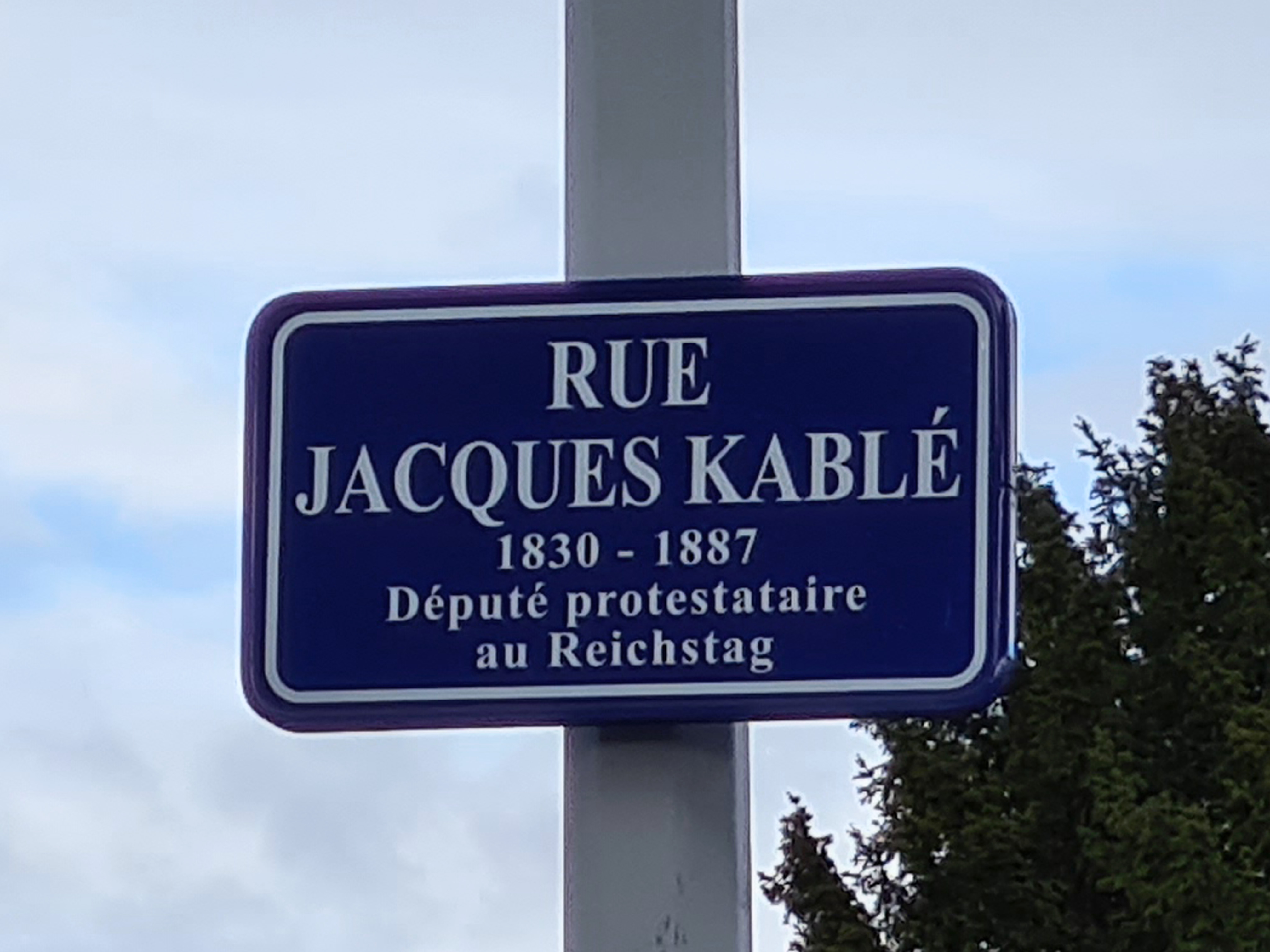
Plaque de rue à Strasbourg.

Plusieurs rues portent son nom, à Strasbourg, à Brumath, à Paris (à côté de la station La Chapelle, proche de gare du Nord) et à Nogent-sur-Marne.

## Sources
- « Jacques Kablé », dans Adolphe Robert et Gaston Cougny, Dictionnaire des parlementaires français, Edgar Bourloton, 1889-1891 [détail de l’édition]